# Riccardo Cassin

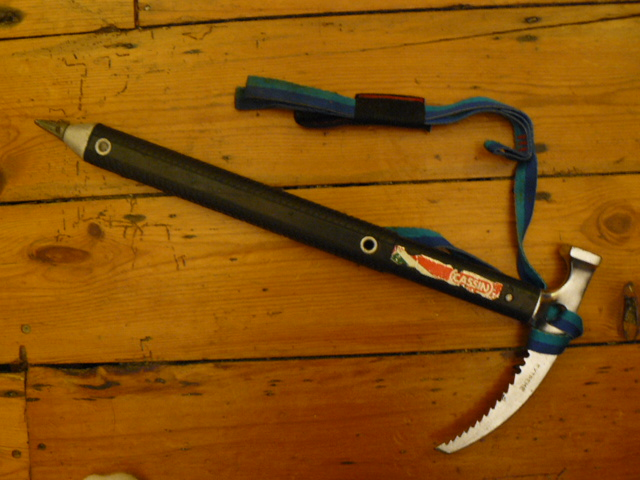
50cm cepín Cassin

Riccardo Cassin (2. ledna 1909, San Vito al Tagliamento – 6. srpna 2009, Lecco) byl italský horolezec, konstruktér a zlepšovatel horolezeckého vybavení.
Mezi jeho nejznámější výstupy patří prvovýstup severovýchodní stěnou na Piz Badile v roce 1937 (spolulezci Vittorio Ratti, Gino Esposito, Mario Molteni a Giuseppe Valsecchi; poslední dva zahynuli při sestupu ve sněhové bouři), prvovýstup severní stěnou na Walkerův pilíř v Grandes Jorasses v roce 1938 (spolulezci Esposito a Tizzoni) a prvovýstup Cassinovým (jižním) hřebenem na Denali v roce 1961 (technicky velmi náročný expediční výstup).
Italská společnost Cassin vyrábí horolezecké vybavení.